# XMLHttpRequest
XMLHttpRequest este un obiect Javascript care permite obținerea de date în format XML (dar și HTML sau text simplu) cu ajutorul unui request HTTP. 

Acest obiect este utilizat în cadrul tehnologiilor Ajax foarte populare în ultimul timp.

## Crearea unui obiect XMLHttpRequest
Pentru browser-ul Internet Explorer un ActiveX trebuie creat :
```
 xhr = new ActiveXObject("Microsoft.XMLHTTP");
```

Pentru toate celelalte (Opera, Mozilla Firefox, Safari, Konqueror etc.) obiectul XMLHttpRequest este suportat de manieră nativă :
```
 xhr = new XMLHttpRequest();
```